# Manuel Fernandes Vieira
Manuel Fernandes Vieira (Saboeiro, 19 de setembro de 1819 - Rio de Janeiro, 10 de junho de 1879) foi magistrado e político brasileiro.

## Biografia
Foi o terceiro dos treze filhos de Francisco Fernandes Vieira, barão e visconde do Icó, e de Ana Angélica Fernandes Vieira. Entre seus irmãos, estavam o ex-senador Miguel Fernandes Vieira, Ana e Senhorinha Fernandes Vieira, ambas primeira e segunda esposas de Gonçalo Batista Vieira, barão de Aquiraz.
Formou-se, em 1839, bacharel em Ciências Jurídicas pela Faculdade de Direito de Olinda, na mesma turma que Raimundo Ferreira de Araújo Lima e Teófilo Rufino Bezerra de Menezes.
Nomeado juiz municipal do Icó, foi, em 1852, juiz de direito da comarca de São Gonçalo do Amarante, no Piauí, cargo que conciliou, interinamente, com a função de chefe de polícia. Foi removido para a comarca de Pombal, na Paraíba, depois recusa a remoção para Areias, na mesma província, e perde o cargo.
Foi deputado provincial em diversas legislaturas, exercendo o cargo como suplente na legislatura de 1856 e deputado geral na legislatura de 1860. Foi nomeado na presidência do Barão Homem de Mello membro da comissão que organizou os produtos para a Exposição Universal de Paris, em 1867. Reorganizado o Partido Conservador na província, em 1867, foi nomeado presidente do grêmio conservador e eleito deputado geral nas legislaturas de 1869, 1872 e 1876.
Faleceu aos 59 anos de idade na então capital federal, sendo que seus ossos foram transferidos para o Cemitério São João Batista, em Fortaleza.
Era casado com Joana Fernandes Vieira, com quem teve quatro filhos, entre eles o ex-deputado estadual coronel Afonso Fernandes Vieira e Beatriz Fernandes Vieira Brandão, casada com Antônio Pinto Nogueira Brandão, médico, professor e político.